# سدام (يافع)

تعديل مصدري - تعديل

سدام هي إحدى قرى عزلة لبعوس بمديرية يافع التابعة لمحافظة لحج، بلغ تعداد سكانها 106 نسمة حسب تعداد اليمن لعام 2004.